# Cruceni (Arad)

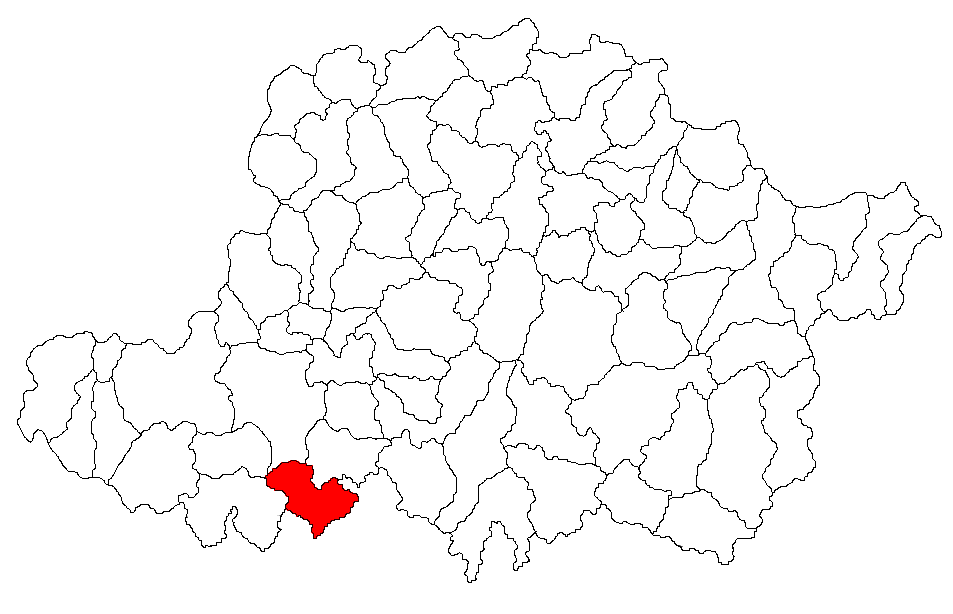
Lage der Gemeinde Șagu im Kreis Arad

Cruceni (deutsch Kreuzstätten, ungarisch Temeskeresztes oder Keresztes) ist ein Dorf im rumänischen Kreis Arad in der historischen Region Banat. Cruceni gehört zur Gemeinde Șagu.

## Lage
Cruceni liegt wenig südlich von Arad linksseitig der Marosch und ist somit der historischen Region Banat zuzuordnen. Westlich des Dorfes verläuft die Autostrada A1.

## Nachbarorte
| Zădăreni | Sânnicolau Mic                              | Fântânele |
| Șagu     | Kompassrose, die auf Nachbargemeinden zeigt | Tisa Nouă |
| Vinga    | Hunedoara Timișana                          | Firiteaz  |

## Geschichte
Der Ort wurde 1771 für 63 Familien vom Impopulationsdirektor Carl Samuel Neumann Edler von Buchholt gegründet und entstand auf dem Überland des rumänischen Ortes Fiscut. 1771 ließen sich 62 deutsche Familien (280 Personen) aus Würzburg, Straßburg, Bamberg, dem Elsass, aus Lothringen, Böhmen und aus der Schweiz vier Kilometer östlich von Segenthau nieder. Im Jahre 1782 wurde der Ort durch Ludwig von Alberti erweitert und neue Gassen angelegt. Der Ort hatte die Form eines Doppelkreuzes mit der Kirche in der Mitte. Die Straßen trugen Namen wie Großgasse, Herrengasse, Pfarrgasse, Brunnengasse, Friedhofgasse, Heckengasse, Kleinhäuslergasse, Rossengasse, Stroßegasse und Haltergasse.

## Etymologie
Über die Herkunft des Namens gibt es verschiedene Varianten. Einer Legende nach erhielt Kreuzstätten den Namen infolge der Anlage des Dorfes in Form eines Doppelkreuzes mit der Kirche als Mittelpunkt.
Eine andere Variante über die Herkunft des Namens besagt, dass die ersten Siedler bei ihrer Ankunft ein Holzkreuz im Boden vorgefunden hätten.
Eine dritte Sage wieder erzählt, man hätte beim Fundamentgraben ein goldenes Kreuz ans Tageslicht befördert.
Tatsache ist, dass man hier für drei Dörfer eine große Kirche bauen ließ: für Kreuzstätten, Wiesenhaid und Segenthau.

## Einwohner
Die größte Einwohnerzahl hatte das Dorf in der Zeitspanne 1890–1940. Im Jahre 1940 wurden 1175 Personen registriert. Am 1. Januar 1974 wurden 817 Einwohner in Kreuzstätten gezählt.
Die meisten Sterbefälle im Ort sind in den Jahren 1870 bis 1895 registriert worden, in der Zeitspanne in der Cholera, Scharlach, Diphtherie und andere Epidemien wüteten.
| 1880 | 946  | 16  | -  | 882 | 48 |
| 1910 | 1106 | 29  | 91 | 986 | -  |
| 1966 | 755  | 327 | 16 | 412 | -  |
| 1977 | 813  | 465 | 19 | 283 | 46 |
| 1992 | 613  | 565 | 15 | 10  | 23 |
| 2002 | 621  | 597 | 9  | 4   | 11 |

## Kirche
Alle Ansiedler von Kreuzstätten waren römisch-katholischen Glaubens. Erst später kamen auch griechisch-katholische und orthodoxe Gläubige hinzu. Seit Anbeginn wurde die Seelsorge von Patres des Franziskaner- und Minoriten-Ordens aus Arad wahrgenommen.
1780 begann man mit dem Bau der Kirche und am 14. September 1783 wurde sie durch Bischof Emmerich Christovich eingeweiht. Die Kirche war ein Patronatsgebäude und wurde im Barockstil gebaut. Die größte Zierde ist, neben der Orgel, der Hochaltar und das Altarbild "Christus am Kreuz". Am Fest der Kreuzerhöhung wird auch das jährliche Kirchweihfest begangen.

## Schule
1784 wurde das erste Schulgebäude errichtet. Es verfügte über einen geräumigen Lehrsaal und die Lehrerwohnung. Das Schulpatronat hatte der Großgrundbesitzer Fruhmer inne. 1902 wurde die Schule erweitert.
1908 begann man mit dem Bau der Staatsschule, die auch heute noch besteht. Sie umfasst zwei Unterrichtsräume, Kanzlei und Lehrerwohnung.
Infolge des Vertrags von Trianon fiel Kreuzstätten an Rumänien.
1926 wurde das Dorf zur Großgemeinde erklärt und bekam einen eigenen Notar.

## Persönlichkeiten
- Paul Wittmann (1900–1985), rumäniendeutscher Kirchenmusiker und Komponist